# 4-氯苯酚
4-氯苯酚是一种有机化合物，化学式为C6H4ClOH，它是三种氯苯酚的同分异构体之一。它是熔点较低的无色固体，可溶于水。它和氢氧化钾反应，可以得到4-氯苯酚钾。